# Pardon My French (film fra 1921)
Pardon My French er en amerikansk stumfilm fra 1921 af Sidney Olcott.

## Medvirkende
- Vivian Martin som Polly
- George Spink som Bunny
- Thomas Meegan som J. Hawker
- Nadine Beresford som Mrs. Hawker
- Ralph Yearsley som Zeke Hawker
- Grace Studiford som Castairs
- Walter McEwen som Marquis de Void
- Wallace Ray som Ferdinand Aloysius MacGillicudy